# Miloš Kruščić
Miloš Kruščić (cirill betűkkel: Милош Крушчић; Belgrád, 1976. október 3. –) jugoszláv válogatott szerb labdarúgó, labdarúgóedző.

## Pályafutása

### Játékosként
Kruščić labdarúgó-pályafutása során számos szerb csapatban futballozott (Radnički Beograd, Palilulac Beograd, Spartak Subotica, Zemun). Az FK Rosztov csapatában százhatvanhét orosz élvonalbeli mérkőzésen lépett pályára, innen vonult vissza 2007-ben. 2001-ben kétszer szerepelt a jugoszláv válogatottban.

#### Mérkőzései a jugoszláv válogatottban
| #  | Dátum            | Ellenfél               | Eredmény | Kiírás                            | Esemény |
| -- | ---------------- | ---------------------- | -------- | --------------------------------- | ------- |
| 1. | 2001. január 16. | Banglades              | 4 – 1    | Millennium Super Soccer Cup       | 65'     |
| 2. | 2001. január 25. | Bosznia és Hercegovina | 2 – 0    | Millennium Super Soccer Cup döntő | 82'     |

### Edzőként
Kruščić a 2017-2018-as szezonban a szerb másodosztályú Metalac Gornji Milanovac, majd 2018 őszén a szerb élvonalbeli FK Zemun, 2019 október és 2020 márciusa között a bolgár élvonalbeli CSZKA Szofija  vezetőedzőjeként dolgozott. 2022 januárjában lett az Újpest FC vezetőedzője. 2023. március 23-án távozott Újpestről, miután nem tudta a csapatot elmozdítani a veszélyzónából. 2023. március 27-én a Kisvárda vezetőedzője lett. A 2022-2023-as idény végén 6. helyen zárt a csapattal, majd a következő szezon 3. fordulóját követően, augusztus 12-én menesztették a csapat éléről. 2024. április 9-én a nevezték ki a Spartak Subotica vezetőedzőjévé. Október 27-én közös megegyezéssel távozott Szabadkáról.

## Sikerei, díjai

### Játékosként
- Jugoszlávia
  - Millennium Super Soccer Cup győztes: 2001

## További információ
- Miloš Kruščić – eu-football.info
- Miloš Kruščić adatlapja a Soccerway oldalon (angolul)
- Miloš Kruščić adatlapja a Transfermarkt oldalon (angolul)